# Jean Mounton
Jean Mounton, francoski maršal, * 1770, † 1838.